# Chiasmoneura cyclophora
Chiasmoneura cyclophora är en tvåvingeart som beskrevs av Edwards 1929. Chiasmoneura cyclophora ingår i släktet Chiasmoneura och familjen platthornsmyggor.
Artens utbredningsområde är Vanuatu. Inga underarter finns listade i Catalogue of Life.